# Adolphe Vorderman
Adolphe Vorderman (Den Haag, 12 december 1844 – Weltevreden (Batavia), 15 juli 1902) was een Nederlandse arts, officier van gezondheid en  orntiholoog. Hij werd vooral bekend om zijn aandeel aan het onderzoek naar de ziekte beriberi.

## Biografie
Vorderman kwam in 1866 naar Nederlands-Indië als officier van gezondheid bij de Koninklijke Marine waar hij was gestationeerd op het eiland Madura in de plaats Soemenep. In 1871 werd hij civiel geneesheer in dienst van het departement voor volksgezondheid van de koloniale overheid en in 1881 werd hij overgeplaatst naar Batavia in de rang van inspecteur voor de volksgezondheid. Gedurende deze 36 jaar waarin hij werkzaam was in Nederlandsch-Indië droeg hij bij aan zowel geneeskundige als natuurhistorische kennis over het gebied. Vorderman kreeg een eredoctoraat van de Universiteit van Utrecht voor zijn werk.

## Werk en nalatenschap
Hij schreef bijdragen over de Indische voedingsleer, geneesmiddelenleer en deed onderzoek naar het verband tussen de kwaliteit van de rijstvoeding en het voorkomen van beriberi in gevangenissen op Java en Madura. Dit onderzoek gebeurde op instigatie van Christiaan Eijkman, die een tijd lang zijn jongere collega was op het departement. Eijkman had een vermoeden dat in het vliesje rond een rijstkorrel iets zat dat mensen tegen deze ziekte beschermde. In 1929 zou Eijkman de Nobelprijs voor Fysiologie of Geneeskunde krijgen voor zijn werk waarin dit onderzoek een rol speelde.
Een achterkleindochter van Vorderman, Carol Vorderman,  deed in het kader van het programma  Who Do You Think You Are?  van de BBC onderzoek naar het werk van haar voorvader. Het programma werd op 27 september 2007 uitgezonden en daarin verklaarde de directeur van het Eijkman Institute in Jakarta dat Adolphe, als hij in 1929 nog geleefd zou hebben, zeker de Nobelprijs zou hebben gedeeld met Eijkman.
Als inspecteur maakte Vorderman diverse uitgebreide reizen door de Indische archipel, hij bezocht een groot aantal plaatsen op de eilanden Java en Madura, verder Zuid-Sumatra (Lampung, "De Lampongs"), de Kleine Soenda-eilanden (Lombok), Celebes, de Molukken en de eilanden Banka en Billiton. Naast zijn geneeskundig werk deed hij meteorologische waarnemingen en verzamelde hij botanische en zoölogische specimens (vooral van vogels). Hij beschreef vier ondersoorten en één nieuwe vogelsoort, de Büttikofers jungletimalia (Pellorneum buettikoferi). Hij schreef in het Natuurkundig tijdschrift voor Nederlandsch Indië 44 verschillende artikelen over zijn reizen en de eerder genoemde onderwerpen.

### Publicaties (selectie)[3]
- 1882 Kritische opmerkingen naar aanleiding van Dr. C. L. van der Burg's werk: De geneesheer in Nederlandsch Indië
- 1884 'List of the birds from Java'. In: Natuurkundig Tijdschrift voor Nederlandsch Indie (1884)
- 1885 Catalogus van eenige chineesche en inlandsche voedingsmiddelen van Batavia
- 1886 Kritische beschouwingen over Dr. C.L. van der Burg's "Materia medica", tevens eene bijdrage tot de kennis van eenige inlandsche geneesmiddelen
- 1886 Malaria te Tandjong-Priok
- 1888 Het journaal van Albert Colfs : eene bijdrage tot de kennis der kleine Soenda-eilanden (samen met  Albert Colfs)
- 1889 Les oiseaux de Sumatra et leur présence dans les îles Avoisinantes)
- 1890 Eurycoma longifolia Jack de moederplant van "kajoe bidara laut"
- 1890 De vogels van Billiton
- 1891 'Bijdrage tot de kennis van het Billiton-Maleisch'. In: Tijdschrift voor Indische taal-, land- en volkenkunde (1891)
- 1891 Naar de Lampongs: verslag van een togt naar dat gewest in September 1883
- 1891 Over eene vogelcollectie afkomstig van Borneo
- 1897 Onderzoek naar het verband tusschen den aard der rijstvoeding in de gevangenissen op Java en Madoera en het voorkomen van beri-beri onder de geïnterneerden
- 1898 Molukken-vogels
- 1899 Inlandsche namen van eenige madoereesche planten en simplicia

- Biografisch Portaal: 82840673
- Digitale Bibliotheek voor de Nederlandse Letteren: vord004
- Gemeinsame Normdatei: 140560807
- International Standard Name Identifier: 0000 0000 7696 1001
- Nederlandse Thesaurus van Auteursnamen: 070045054
- Système universitaire de documentation: 255428014
- Trove: 1309009
- Virtual International Authority File: 94993321
- WorldCat: E39PBJhH6cd66p6phdRrtFtxjC